# Roman Nikolajewitsch Fitilew
Roman Nikolajewitsch Fitilew (russisch Роман Николаевич Фитилев, auch Фитилёв; * 10. März 1968) ist ein russischer Handballtrainer und ehemaliger Handballspieler.
Der 1,93 m große Handballtorwart begann seine Laufbahn bei SKIF Krasnodar. Über den polnischen Verein Śląsk Wrocław kam er nach Deutschland zum TV Angermund. Später spielte er für die HSG Düsseldorf und den TV Oppum in Krefeld, mit dem er im DHB-Pokal 2000/01 die zweite Runde erreichte. 2001 wechselte er zum Bundesliga-Absteiger LTV Wuppertal. Nachdem er mit dem LTV 2002 aus der 2. Handball-Bundesliga absteigen musste, ging er zum Ligakonkurrenten LHC Cottbus, mit dem er 2003 ebenfalls abstieg. 2004 wurde er vom Zweitligisten 1. SV Concordia Delitzsch verpflichtet, mit dem ihm 2005 der Aufstieg in die Bundesliga gelang. 2007 beendete der dreizehnfache russische Nationalspieler seine Karriere. Im Anschluss wurde er Cheftrainer bei seinem Heimatverein SKIF Krasnodar.